# Croatie au Concours Eurovision de la chanson 2025
 (avril 2025).
Motif : Cf. Discussion:France au Concours Eurovision de la chanson 2025/Admissibilité et Discussion:Finlande_au_Concours_Eurovision_de_la_chanson_2025/Admissibilité
- Archive Wikiwix
- Bing
- Cairn
- DuckDuckGo
- E. Universalis
- Gallica
- Google
- G. Books
- G. News
- G. Scholar
- Persée
- Qwant
- (zh) Baidu
- (ru) Yandex
- (wd) trouver des œuvres sur Wikidata

| 1. | Préciser le motif de la pose du bandeau. | Précisez le motif de la pose du bandeau en utilisant la syntaxe suivante : {{admissibilité à vérifier\|date=mai 2025\|motif=remplacez ce texte par le motif}}                                                          |
| 2. | Informer les utilisateurs concernés.     | Pensez à avertir le créateur de l'article, par exemple, en insérant le code ci-dessous sur sa page de discussion : {{subst:avertissement admissibilité à vérifier\|Croatie au Concours Eurovision de la chanson 2025}} |

La Croatie est l'un des trente-sept pays participants du Concours Eurovision de la chanson 2025, qui se tient du 13 au 17 mai 2025 à Bâle en Suisse.

Le pays est représenté par Marko Bošnjak, avec sa chanson Poison Cake.

## Sélection
C'est le 20 septembre 2024 que la Croatie confirme sa participation au Concours Eurovision de la chanson 2025. Il est annoncé par la même occasion que la sélection se ferait au moyen de l'émission Dora, utilisée de 1993 à 2011 et depuis 2019 dans ce but. 

### Format
Vint-quatre chansons participent à la compétition. Elles sont réparties en deux demi-finales de douze chansons, dont les huit recevant le plus de votes du public se qualifient pour la finale, soit un total de seize finalistes.

Lors de la finale, les seize chansons sont départagées à part égales par un jury de professionnels nationaux et internationaux, et par les votes du public croate.

### Participants
La période de candidatures ouvre le 20 septembre 2024 et clôture le 25 novembre. La liste des participants est révélée par HRT le 5 décembre 2023. 
Le 24 décembre 2024, il est révélé que Lara feat. LSQ se retiraient de la compétition; ils sont remplacés par Swingers. Plus tard, le 7 janvier 2025, Natalie Balmix est disqualifiée car la version finale de sa chanson, Život ide dalje, a été modifiée à plus de 50% par rapport à la version initialement soumise. Elle est donc remplacée par Fenksta.
- Chanson gagnante
- Chanson disqualifiée ou retirée
- Chanson de réserve repêchée

| Artiste           | Titre                 | Langue          | Auteur(s)                                                                                            |
| ----------------- | --------------------- | --------------- | --- |
| Ananda            | Lies Lay Cold         | Anglais         | Ananda Đuranović, Andreas Björkman, Jonas Ekdahl                                                     |
| EoT               | Bye, Bye, Bye         | Anglais         | Boris Kolarić, Goran Glavač, Maja Kolarić                                                            |
| Fenksta           | Extra                 | Croate          | Bill Cole, Saša Stević                                                                               |
| Filomena          | Strong                | Anglais, croate | Filomena Puljiz, Domagoj Perišić                                                                     |
| Irma              | Enigma                | Croate          | Ananda Đuranović, Andreas Björkman                                                                   |
| Ivxn              | Monopol               | Croate          | Ananda Đuranović, Ivan Milić, Andreas Björkman, Jonas Ekdahl                                         |
| Jelena Radan      | Salut!                | Français        | Anita Valo, Matej Zec, Meri Jaman, Robster Martin                                                    |
| Lara feat. LSQ    | Mama                  | Croate          | Miroslav Lesić, Lea Dekleva                                                                          |
| Laurakojapjeva    | NPC                   | Croate          | Laura Sučec, Matej Magdić                                                                            |
| Lelek             | The Soul of My Soul   | Anglais, croate | Filip Lacković, Tomislav Roso                                                                        |
| Luka Nižetić      | Južina                | Croate          | Luka Nižetić                                                                                         |
| Magazin           | AaAaA                 | Anglais         | Ivan Huljić, Tonči Huljić                                                                            |
| Marin Jurić Čivro | Gorjelo je            | Croate          | Ivan Dečak                                                                                           |
| Marko Bošnjak     | Poison Cake           | Anglais         | Bas Wissink, Ben Pyne, Emma Gale, Filip Majdak, Marko Bošnjak                                        |
| Marko Škugor      | Šta da Boga molim ja  | Croate          | Hrvoje Domazet, Marko Škugor                                                                         |
| Marko Tolja       | Through the Dark      | Anglais         | Ivan Popeskić, Marko Tolja, Mia Dimšić                                                               |
| Martha May        | Running to the Light  | Anglais         | Cormac Todd, Marta Ivić, Matteo Despares                                                             |
| Matt Shaft        | Welcome to the Circus | Anglais         | Laura Sučec, Matej Magdić                                                                            |
| Natalie Balmix    | Život ide dalje       | Croate          | Darko Dimitrov, Natalie Balmix                                                                       |
| Natalli           | Dom si srcu mom       | Croate          | Alka Vuica, Hrvoje Domazet, Marija Mirković                                                          |
| Nipplepeople      | Znak                  | Croate          | Nipplepeople                                                                                         |
| Ogenj             | Daj, daj              | Croate          | Andrija Bricelj, Benjamin Fabić, Leonardo Ivačić, Neven Žnidar, Petar Šimčić, Tomislav Mihac Kovačic |
| Petar Brkljačić   | Kraj                  | Croate          | Hrvoje Domazet, Ivona Zgrabljić, Petar Brkljačić                                                     |
| Supersonic Trio   | Animal                | Anglais         | Leo Anđelković, Luka Banić, Mario Huljev                                                             |
| Swingers          | Ful kul               | Croate          | Robert Mareković, Swingers                                                                           |
| Teenah            | Aurora                | Croate, Anglais | Charlie Mason, Linda Persson, Ylva Persson, Siniša "Simba" Reljić, Valentina Gyerek, Silvia Steiner  |

| Ordre | Artiste            | Titre   | Langue  | Auteurs                                           |
| ----- | ------------------ | ------- | ------- | ------------------------------------------------- |
| 1     | Swingers           | Ful kul | Croate  | Robert Mareković, Swingers                        |
| 2     | Fenksta            | Extra   | Croate  | Bill Cole, Saša Stević                            |
| 3     | Patricia Gasparini | Karma   | Anglais | Đivo Bjelančić, Ervin Bešić, Patricia Gašparini   |
| 4     | llyricum           | Tananai | Croate  | Aleksandar Valenčić, Andrej Babić, Davor Lovrinić |

### Demi-finales
Les demi-finales sont diffusées les 27 et 28 février 2025. Douze chansons participent à chacune, dont huit se qualifient pour la finale.
Lors de la première demi-finale, Nina Badrić, ancienne représentante du pays au Concours Eurovision de la chanson 2012, se produit, tandis qu'Alessandra Mele, représentante de la Norvège au Concours Eurovision de la chanson 2023, se produit à l'entracte de la seconde demi-finale.
- Chanson qualifiée pour la finale

| Ordre | Artiste      | Titre                 | Résultat   |
| ----- | ------------ | --------------------- | ---------- |
| 1     | Matt Shaft   | Welcome to the Circus | Qualifié   |
| 2     | Jelena Radan | Salut!                | Éliminée   |
| 3     | Nipplepeople | Znak                  | Qualifiés  |
| 4     | Swingers     | Ful kul               | Éliminés   |
| 5     | Martha May   | Running to the Light  | Éliminée   |
| 6     | Lelek        | The Soul of My Soul   | Qualifiées |
| 7     | Teenah       | Aurora                | Éliminée   |
| 8     | Ivxn         | Monopol               | Qualifié   |
| 9     | Marko Tolja  | Through the Dark      | Qualifié   |
| 10    | Magazin      | AaAaA                 | Qualifiés  |
| 11    | Natalli      | Dom si srcu mom       | Qualifiée  |
| 12    | EoT          | Bye, Bye, Bye         | Qualifiés  |

| Ordre | Artiste           | Titre                | Résultat  |
| ----- | ----------------- | -------------------- | --------- |
| 1     | Laurakojapjeva    | NPC                  | Qualifiée |
| 2     | Marko Škugor      | Šta da Boga molim ja | Qualifié  |
| 3     | Fenksta           | Extra                | Qualifié  |
| 4     | Marin Jurić Čivro | Gorjelo je           | Éliminé   |
| 5     | Filomena          | Strong               | Qualifiée |
| 6     | Supersonic Trio   | Animal               | Éliminés  |
| 7     | Irma              | Enigma               | Éliminée  |
| 8     | Luka Nižetić      | Južina               | Qualifié  |
| 9     | Ananda            | Lies Lay Cold        | Éliminée  |
| 10    | Marko Bošnjak     | Poison Cake          | Qualifié  |
| 11    | Petar Brkljačić   | Kraj                 | Qualifié  |
| 12    | Ogenj             | Daj, daj             | Qualifiés |

### Finale
La finale est diffusée le dimanche 2 mars 2025.
- Première place
- Deuxième place
- Troisième place
- Dernière place

| Ordre | Artiste         | Titre                 | Score      | Score          | Score | Place |
| Ordre | Artiste         | Titre                 | Jury (50%) | Télévote (50%) | Total | Place |
| ----- | --------------- | --------------------- | ---------- | -------------- | ----- | ----- |
| 1     | EoT             | Bye, Bye, Bye         | 30         | 21             | 51    | 8     |
| 2     | Natalli         | Dom si srcu mom       | 2          | 8              | 10    | 15    |
| 3     | Ivxn            | Monopol               | 19         | 11             | 30    | 10    |
| 4     | Filomena        | Strong                | 0          | 9              | 9     | 16    |
| 5     | Fenksta         | Extra                 | 16         | 15             | 31    | 9     |
| 6     | Laurakojapjeva  | NPC                   | 12         | 16             | 28    | 12    |
| 7     | Nipplepeople    | Znak                  | 52         | 19             | 71    | 7     |
| 8     | Ogenj           | Daj, daj              | 42         | 72             | 120   | 2     |
| 9     | Petar Brkljačić | Kraj                  | 14         | 8              | 22    | 14    |
| 10    | Matt Shaft      | Welcome to the Circus | 2          | 26             | 28    | 11    |
| 11    | Marko Škugor    | Šta da Boga molim ja  | 10         | 17             | 27    | 13    |
| 12    | Magazin         | AaAaA                 | 62         | 49             | 111   | 3     |
| 13    | Marko Bošnjak   | Poison Cake           | 83         | 47             | 130   | 1     |
| 14    | Marko Tolja     | Through the Dark      | 42         | 32             | 74    | 6     |
| 15    | Lelek           | The Soul of My Soul   | 33         | 69             | 102   | 4     |
| 16    | Luka Nižetić    | Južina                | 45         | 39             | 84    | 5     |

C'est donc Marko Bošnjak qui l'emporte, et devient ainsi le représentant de la Croatie avec sa chanson Poison Cake.

## À l'Eurovision
La Croatie participe à la seconde moitié de la première demi-finale, le mardi 13 mai 2025. Le pays ne se qualifie pas pour la finale du 17 mai, terminant 12e sur 15 avec 28 points.